# Mistrovství Jižní Ameriky v plážovém fotbale 2016
Mistrovství Jižní Ameriky v plážovém fotbale 2016 bylo 1. ročníkem Copy Américy v plážovém fotbale, které se konalo v Brazílii ve městě Santos, v období od 13. do 19. prosince 2016. Účastnilo se ho 10 týmů, které byly rozděleny do 2 skupin po 5 týmech. Ze skupiny postoupily do finále první a druhý celek. Ostatní týmy čekali boje o umístění. Titul získala Brazílie, která porazila ve finále Paraguay 12:2.

## Stadion
Mistrovství se odehrálo na jednom stadionu v jednom hostitelském městě: Praia do Gonzaga (Santos).
| Santos                |
| --------------------- |
| Praia do Gonzaga      |
| Kapacita: 2000 Santos |

### Skupinová fáze
| Vysvětlivky                                 |
| ------------------------------------------- |
| Týmy na prvních místech postupují do finále |
| Zápas o 3. místo                            |
| Vítěz zápasu je tučně zvýrazněn             |

Čas každého zápasu je uveden v lokálním čase.

#### Skupina A
| Tým       | Z | V | R | P | VG | IG | +/− | B  |
| --------- | - | - | - | - | -- | -- | --- | -- |
| Brazílie  | 4 | 4 | 0 | 0 | 32 | 8  | +24 | 12 |
| Uruguay   | 4 | 2 | 1 | 1 | 14 | 13 | +1  | 7  |
| Chile     | 4 | 1 | 0 | 3 | 14 | 16 | −2  | 3  |
| Bolívie   | 4 | 1 | 0 | 3 | 12 | 23 | −11 | 3  |
| Argentina | 4 | 1 | 0 | 3 | 11 | 23 | −12 | 3  |

| 13. prosince 2016 15:00                  |        | |                          |
| Argentina                                | 2 : 6  | Chile | Praia do Gonzaga, Santos |
| Eduardo Lopez Grassi 7' Lucas Medero 24' | Report | Sebastian Salas Vega 10', 25' Sebastian Bolívar 17' Orlando Alexis Echeverria 20' Victor Manuel Belonde 28' Kevin Flores 32' | Praia do Gonzaga, Santos |

| 13. prosince 2016 17:30 |        | |                          |
| Bolívie                 | 1 : 9  | Brazílie | Praia do Gonzaga, Santos |
| Julio Cesar Zambrano 8' | Report | Datinha 7' Maurisinho 13' Rodrigo 14' Daniel Nogueiro Lima 18', 32' Lucão 26' Nelito Oliveira Da Silva 28', 34' Fernando Luis De Oliveira Valencia 35' | Praia do Gonzaga, Santos |

| 14. prosinec 2016 15:00                   |        |                                                      |                          |
| Chile                                     | 2 : 3  | Bolívie                                              | Praia do Gonzaga, Santos |
| Mauro Abarca 25' Sebastian Salas Vega 27' | Report | Julio Cesar Zambrano 2', 23' Jorge Erasmo Suarez 12' | Praia do Gonzaga, Santos |

| 14. prosince 2016 17:30 |        |                                               |                          |
| Argentina               | 1 : 3  | Uruguay                                       | Praia do Gonzaga, Santos |
| Damian Casalinuvo 17'   | Report | Maximo Martin Diaz 1', 16' Micol Cayetano 18' | Praia do Gonzaga, Santos |

| 15. prosince 2016 15:00                                                                                            |        |                                                         |                          |
| Uruguay | 6 : 3  | Bolívie                                                 | Praia do Gonzaga, Santos |
| Gaston Laduche 15' Matias 20', 27' Sarandi Sobral Benitez 25' Juan Marcelo Dutra 28' Luis Alberto Quinta Acuña 30' | Report | Julio Cesar Zambrano 21', 34' Marcelo Chávez Guzmán 25' | Praia do Gonzaga, Santos |

| 15. prosince 2016 17:30                                                                                    |        |                                                                    |                          |
| Brazílie                                                                                                   | 8 : 3  | Chile                                                              | Praia do Gonzaga, Santos |
| Bruno Xavier 1', 20', 26', 27' Lucão 10' Maurisinho 24' Fernando Luis De Oliveira Valencia 30' Rodrigo 34' | Report | Victor Manuel Belonde 6' Kevin Flores 13' Sebastian Salas Vega 25' | Praia do Gonzaga, Santos |

| 16. prosince 2016 15:00                                                                                          |        | |                          |
| Argentina | 6 : 5  | Bolívie                                                                                                 | Praia do Gonzaga, Santos |
| Lucas Medero 3' Martin Aranha 14' Sebastian Azimonti 22' Gustavo Fernandez Acevedo 30', 31' Emmanuel De Sosa 33' | Report | Julio Cesar Zambrano 7', 18' Jorge Erasmo Suarez 22' Marcelo Chávez Guzmán 24' Ivan Eduardo Castedo 30' | Praia do Gonzaga, Santos |

| 16. prosince 2016 17:30                                      |        |                                              |                          |
| Brazílie                                                     | 6 : 2  | Uruguay                                      | Praia do Gonzaga, Santos |
| Lucão 4', 22' Bruno Xavier 7' Maurisinho 9', 17' Bokinha 27' | Report | Sarandi Sobral Benitez 5' Micol Cayetano 23' | Praia do Gonzaga, Santos |

| 17. prosince 2016 11:45 |        |                            |                          |
| Brazílie | 9 : 2  | Argentina                  | Praia do Gonzaga, Santos |
| Fernando Luis De Oliveira Valencia 4' Lucas Medero 16' (vl.) Bruno Xavier ?' Nelito Oliveira Da Silva 21' Maurisinho 26', 28' Bokinha 31' Datinha ?' Rodrigo 32' | Report | Lautaro Benaducci 12', 23' | Praia do Gonzaga, Santos |

| 17. prosince 2016 13:00                           |        |                                                                         |                          |
| Uruguay                                           | 3 : 3  | Chile                                                                   | Praia do Gonzaga, Santos |
| Gaston Laduche 8', 27' Sarandi Sobral Benitez 12' | Report | Christian Medalla 22' Sergio Javier Argote ?' Victor Manuel Belonde 25' | Praia do Gonzaga, Santos |

|                                                     |       | Penaltový rozstřel                                                      |  |
| Gaston Laduche Matias Sarandi Sobral Benitez Ricard | 2 : 1 | Christian Medalla Diego Estay Lama Sebastian Bolívar Felipe Diaz Flores |  |

#### Skupina B
| Tým       | Z | V | R | P | VG | IG | +/− | B |
| --------- | - | - | - | - | -- | -- | --- | - |
| Paraguay  | 4 | 2 | 0 | 2 | 17 | 14 | +3  | 6 |
| Venezuela | 4 | 2 | 0 | 2 | 16 | 16 | 0   | 6 |
| Peru      | 4 | 2 | 0 | 2 | 16 | 16 | 0   | 6 |
| Kolumbie  | 4 | 2 | 0 | 2 | 12 | 14 | −2  | 6 |
| Ekvádor   | 4 | 1 | 1 | 2 | 17 | 18 | −1  | 4 |

| 13. prosince 2016 13:45                 |        |                                                              |                          |
| Ekvádor                                 | 2 : 3  | Kolumbie                                                     | Praia do Gonzaga, Santos |
| Hugo Andres Chevallos Zambrano 13', 20' | Report | Omar Julian Ortega González 16', 30' José Arzuza Fonseca 23' | Praia do Gonzaga, Santos |

| 13. prosince 2016 16:15                                       |        | |                          |
| Venezuela                                                     | 3 : 5  | Paraguay                                                                                            | Praia do Gonzaga, Santos |
| Alejandro Vaamonde 22' Engelbert Prado 26' Orlando Merlin 31' | Report | Orlando Zayas 13' Sergio Gonzalez Villaverde 23' Juan Lopéz 25' Gustavo Benítez 27' Pedro Morán 30' | Praia do Gonzaga, Santos |

| 14. prosince 2016 13:45 |        |                                                                               |                          |
| Kolumbie                | 1 : 5  | Venezuela                                                                     | Praia do Gonzaga, Santos |
| Agudelo Orzuéla 19'     | Report | José Miguel Centeno 21', 28' Engelbertt Prado 24' Alejandro Vaamonde 26', 35' | Praia do Gonzaga, Santos |

| 14. prosince 2016 16:15                                                            |        | |                          |
| Ekvádor                                                                            | 3 : 6  | Peru | Praia do Gonzaga, Santos |
| Joffre Leonel Piligua Delgado 26' Luis Delgado Baylon 30' Mauricio Rafael Mera 31' | Report | Angelo Castro Gordillo 10', 35' Andy Vladimir Moscoso Reyes 15', 28' José Andres Rey Sandoval 26' Socrates Vidal 33' | Praia do Gonzaga, Santos |

| 15. prosince 2016 13:45                       |        |                                              |                          |
| Peru                                          | 2 : 3  | Venezuela                                    | Praia do Gonzaga, Santos |
| Socrates Vidal 29' Angelo Castro Gordillo 35' | Report | Alejandro Vaamonde 1', 15' Jesus Serrano 22' | Praia do Gonzaga, Santos |

| 15. prosince 2016 16:15       |        |                                                                                   |                          |
| Paraguay                      | 2 : 4  | Kolumbie                                                                          | Praia do Gonzaga, Santos |
| Juan Lopéz 5' Pedro Morán 24' | Report | García Noriega 10' Omar Julian Ortega González 11', 19' Enrique Bayona Zuleta 15' | Praia do Gonzaga, Santos |

| 16. prosince 2016 13:45 |        |                                                         |                          |
| Ekvádor | 8 : 5  | Venezuela                                               | Praia do Gonzaga, Santos |
| Joffre Leonel Piligua Delgado 2' Christian Eduardo Gallegos Cedeño 9', 35' José Andrés Vera Mosquera 10', 11' Daniel Enrique Cedeño Leon 25' Luis Delgado Baylon 26', 31' | Report | Alejandro Vaamonde 3', 19', 27', 28' Elisier Marcano 8' | Praia do Gonzaga, Santos |

| 16. prosince 2016 16:15                                                                             |        |                                                                      |                          |
| Paraguay                                                                                            | 6 : 3  | Peru                                                                 | Praia do Gonzaga, Santos |
| Sergio Gonzalez Villaverde 1', 18' Gustavo Benítez 8' Rodrigo Guerrero 19' Carlos Carballo 19', 30' | Report | Socrates Vidal 19' Javier Zagaseta Isla 27' Elias Drago Espinoza 33' | Praia do Gonzaga, Santos |

| 17. prosince 2016 9:00                                                             |        |                                                                                     |                          |
| Peru                                                                               | 5 : 4  | Kolumbie                                                                            | Praia do Gonzaga, Santos |
| Yomar Perez Pañana 4' Andy Vladimir Moscoso Reyes 11', 33' Socrates Vidal 23', 35' | Report | Hernandez Pardo 1', 11' Carlos Tapias Medrano 23' John Santiago Riascos Hurtado 25' | Praia do Gonzaga, Santos |

| 17. prosince 2016 11:45                                            |        | |                          |
| Paraguay                                                           | 4 : 4  | Ekvádor                                                                                            | Praia do Gonzaga, Santos |
| Juan Lopez 2' Carlos Carballo 20' Pedro Morán 33' Orlando Zayas ?' | Report | Christian Eduardo Gallegos Cedeño 22', 33' Mario Fabricio Alava 25' Daniel Enrique Cedeño Leon 26' | Praia do Gonzaga, Santos |

|                                                                         |       | Penaltový rozstřel |  |
| Orlando Zayas Pedro Morán Carlos Carballo Amando Jesus Rolon Juan Lopéz | 4 : 5 | Mario Fabricio Alava Hugo Andres Chevallos Zambrano Daniel Enrique Cedeño Leon Luis Delgado Baylon Joffre Leonel Piligua Delgado |  |

#### O 9. místo
| 18. prosince 2016 8:45                                                      |        | |                          |
| Argentina                                                                   | 5 : 11 | Ekvádor | Praia do Gonzaga, Santos |
| Miguel De Ezeiza 7', 21' Lautaro Benaducci 9', 15' Eduardo Lopéz Grassi 13' | Report | Mario Fabricio Alava 3' Luis Delgado Baylon 5', 11', 28' Hugo Andres Chevallos Zambrano ?', 29' Miguel De Ezeiza 8' (vl.) Christian Eduardo Gallegos Cedeño 10' Jose Andres Vera Mosquera 17' Daniel Enrique Cedeño Leon 30', ?' | Praia do Gonzaga, Santos |

#### O 7. místo
| 18. prosince 2016 10:00                                                                      |        |                                                                                       |                          |
| Bolívie                                                                                      | 6 : 4  | Kolumbie                                                                              | Praia do Gonzaga, Santos |
| Kerlin Erber Riberia Coca 1' Ivan Eduardo Castedo 10', 23', 29' Jorge Erasmo Suarez 25', 26' | Report | Marcelo Chávez Guzmán 1' (vl.) García Noriega 9' Omar Julian Ortega González 10', 24' | Praia do Gonzaga, Santos |

#### O 5. místo
| 18. prosince 2016 11:15                                                  |        |                                                                                  |                          |
| Chile                                                                    | 3 : 4  | Peru                                                                             | Praia do Gonzaga, Santos |
| Victor Manuel Belonde 7' Sergio Javier Argote 12' Felipe Diaz Flores 17' | Report | Socrates Vidal 2', 35' Andy Vladimir Moscoso Reyes ?' Angelo Castro Gordillo 25' | Praia do Gonzaga, Santos |

#### O 3. místo
| 18. prosince 2016 12:30                              |        | |                          |
| Uruguay                                              | 6 : 7  | Venezuela                                                                                                | Praia do Gonzaga, Santos |
| Ricard 1', ?', 15' Matias 2', 14' Gaston Laduche 30' | Report | Rosdel Ramos 6' Engelbert Prado 12' Orlando Merlin 17' Alejandro Vaamonde 20', 26', 35' Winder Muñoz 22' | Praia do Gonzaga, Santos |

#### Finále
| 18. prosince 2016 14:00 |        |                        |                          |
| Brazílie | 12 : 2 | Paraguay               | Praia do Gonzaga, Santos |
| Datinha 1', 14', 32' Maurisinho 2', ?' Bruno Xavier 7', 34' Diego Da Silva Catarino 20' Rodrigo 21' Bokinha 25', ?' Daniel Nogueiro Lima 30' | Report | Orlando Zayas 12', 28' | Praia do Gonzaga, Santos |